# 三国駅 (福井県)
三国駅（みくにえき）は、福井県坂井市三国町北本町にある、えちぜん鉄道三国芦原線の駅である。駅番号はE43。

## 歴史
- 1911年（明治44年）12月15日：鉄道院三国線の三国駅が開業[1]。一般駅。
- 1913年（大正2年）1月1日：三国駅の構内扱いとして、三国線を海岸へ延伸の上で三国港荷扱所が開設される[2]。
- 1914年（大正3年）7月1日：三国駅から三国港荷扱所を分離、（貨）三国港駅に変更[2]。貨物駅で、旅客営業は臨時で行われていた。
- 1927年（昭和2年）12月15日：三国 - 三国港間の通年旅客営業開始、一般駅となる。
- 1929年（昭和4年）
  - 1月31日：三国芦原電鉄の三国町駅が開業[3]。三国駅向い側の東寄りにあった。
  - 2月10日：三国町駅が電車三国駅に改称。
- 1932年（昭和7年）5月28日：三国芦原電鉄が海岸線として電車三国 - 東尋坊口間を延伸開業。
- 1942年（昭和17年）9月1日：三国芦原電鉄が京福電気鉄道に合併、路線は同社の三国芦原線となる。
- 1944年（昭和19年）
  - 1月11日：京福電気鉄道三国芦原線 電車三国 - 東尋坊口間が休止。
  - 10月11日：三国線が国有鉄道線としては休止。三国線の三国 - 三国港間の営業権を京福電気鉄道に貸与。三国 - 三国港間が直流600Vで電化され京福電気鉄道の営業線として開業。電車三国駅を三国駅へ移転統合。電車三国駅より三国神社方の三国芦原線の軌道を三国線に付け替え、三国芦原線の列車が乗り入れ[4]。
- 1946年（昭和21年）8月15日：国鉄が三国線の金津（現在の芦原温泉駅）- 芦原間営業再開[4]。三国線の列車が京福芦原 - 三国港間へ乗り入れ（一部列車による片乗り入れ）。
- 1968年（昭和43年）3月21日：休止中の三国芦原線 電車三国 - 東尋坊口間廃止許可。
- 1970年（昭和45年）4月1日：列車交換設備および貨物取扱を廃止[1]。
- 1972年（昭和47年）3月1日：国鉄三国線廃止[2][4]。三国線廃止に伴い休止中の日本国有鉄道の三国駅廃止。
- 1982年（昭和57年）7月1日：京福三国ビル（駅ビル）完成と同時に同ビル内へ駅舎を移転[5]。旧駅舎より24m三国港寄りで[5]、現在の駅よりやや東寄りにあった。
- 2001年（平成13年）6月24日：越前本線での事故のため営業休止[4]。
- 2003年（平成15年）8月10日：えちぜん鉄道の駅として営業再開[4]。
- 2015年（平成27年）：三国駅周辺地区都市再生整備計画事業の一環として駅舎建て替え・新駅舎建設を決定。
- 2017年（平成29年）
  - 1月6日：京福三国ビル解体および駅舎建て替え工事[6]のため、駅舎機能を仮設三国駅舎に移転。
  - 7月：新駅舎建設工事開始[7]。
- 2018年（平成30年）3月27日：新駅舎の供用を開始[7][8]。

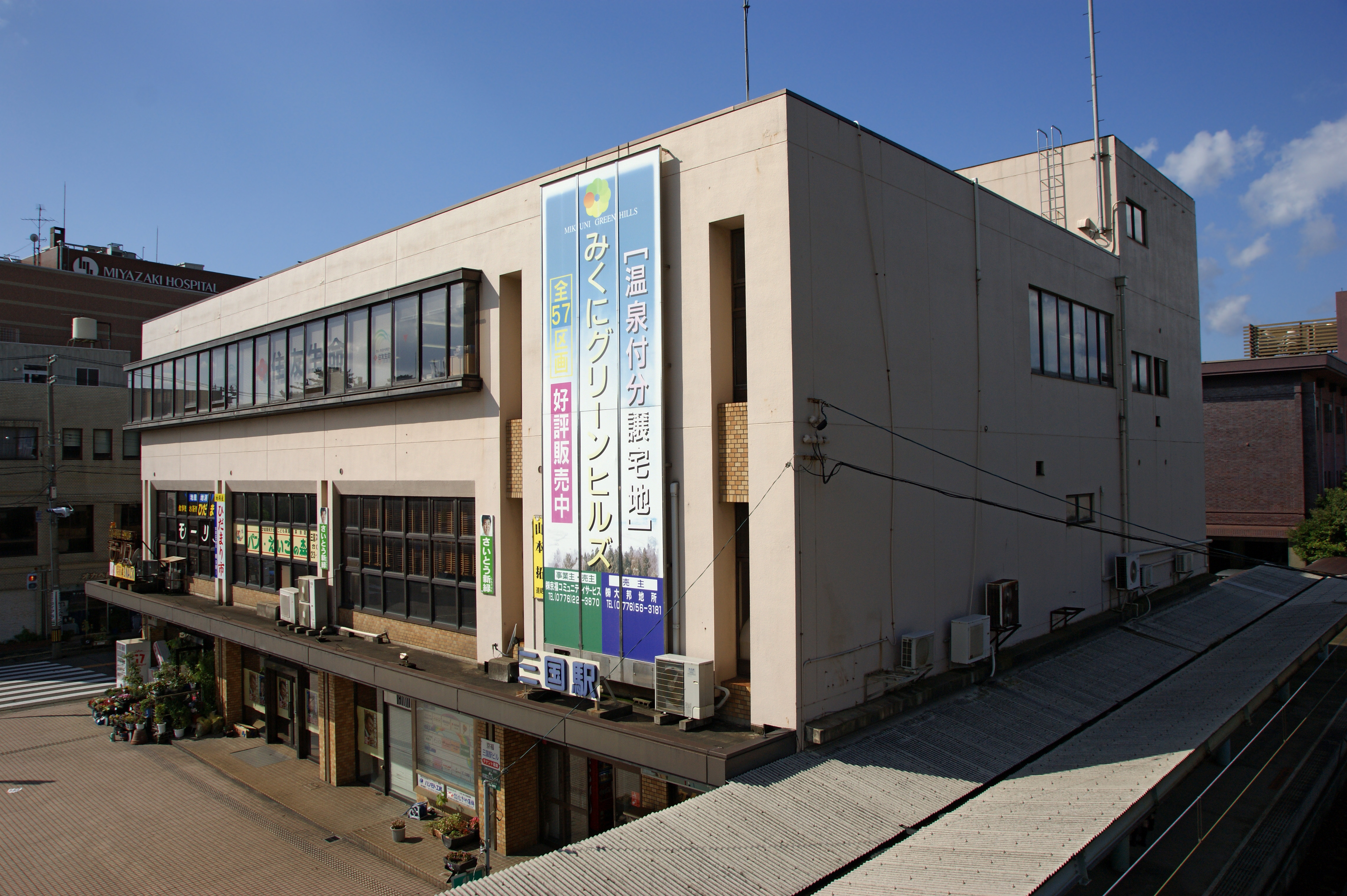
旧駅舎（2008年11月）
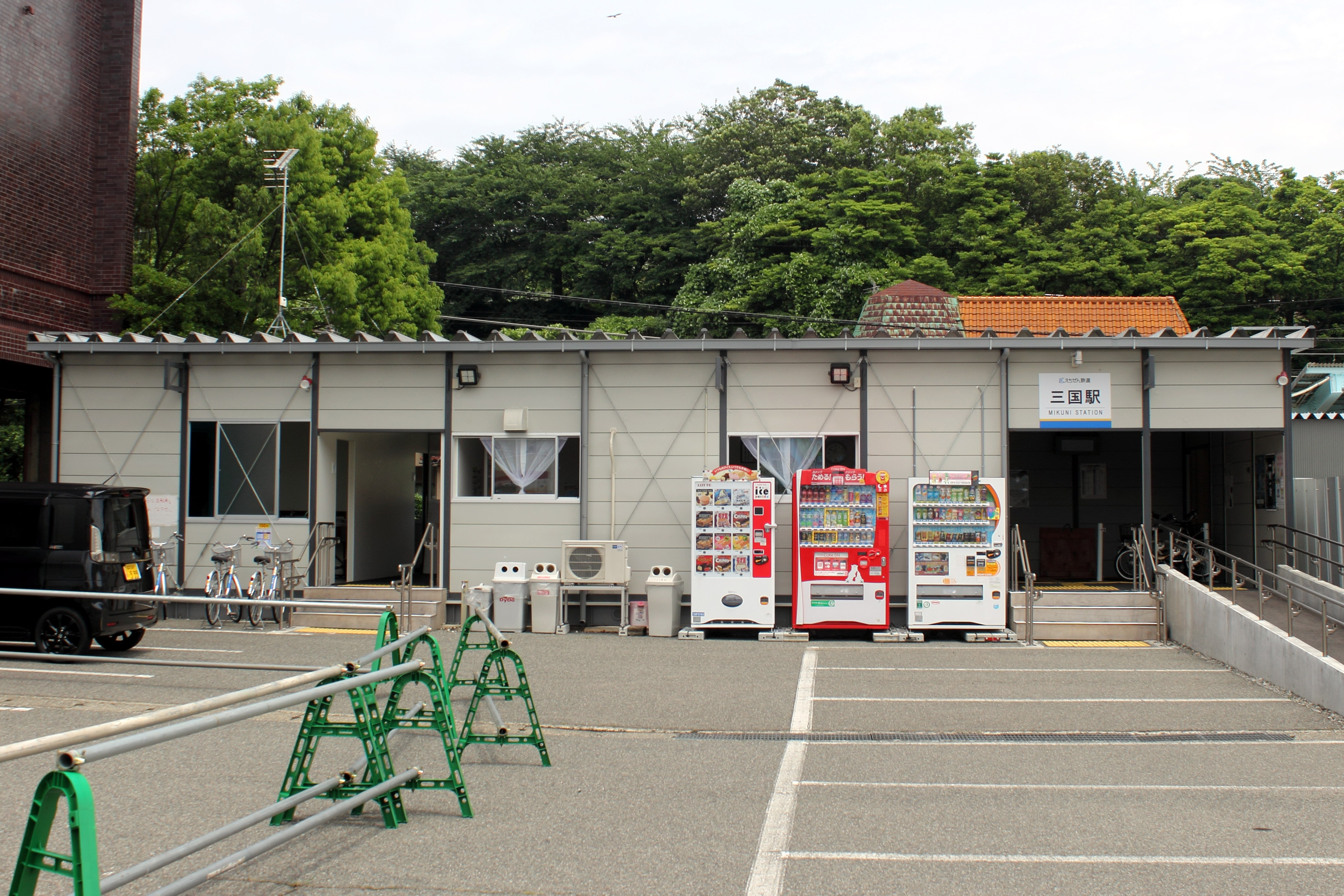
仮駅舎（2017年7月）

## 駅構造

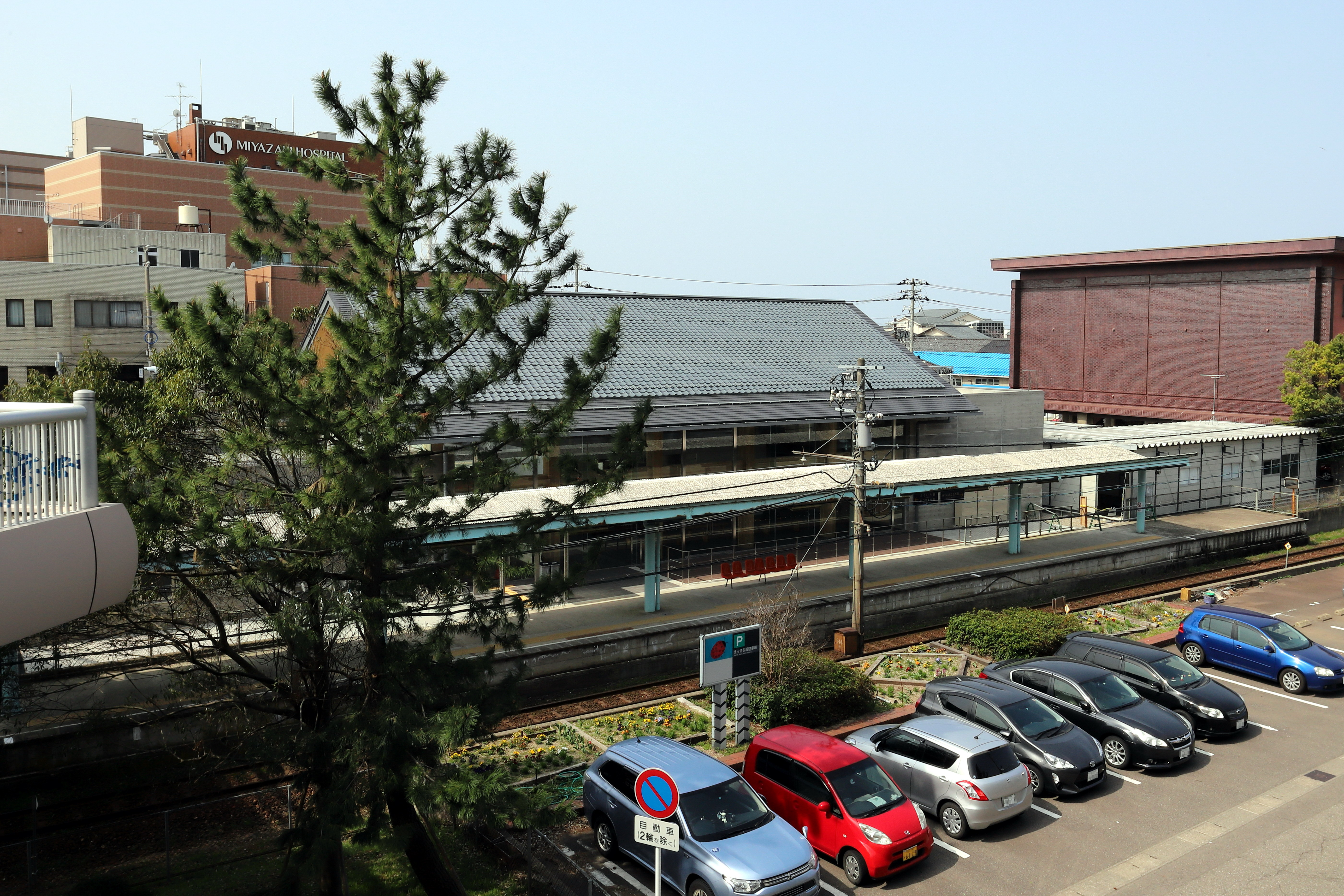
駅構内（2018年4月）

1面1線の単式ホームを有する地上駅。駅舎は木造平屋建て一部鉄筋コンクリート造り、約484平方メートル。駅事務室・待合所のほか、観光案内所・観光地域情報発信室がある。またテナントとして店舗が入居している。

## 利用状況
1日平均の乗車人員は以下のとおりである。
| 乗車人員推移       | 乗車人員推移 |
| 年度               | 1日平均人数  |
| ------------------ | ------------ |
| 2007年（平成19年） | 441          |
| 2008年（平成20年） | 456          |
| 2009年（平成21年） | 458          |
| 2010年（平成22年） | 471          |
| 2011年（平成23年） | 459          |
| 2012年（平成24年） | 438          |
| 2014年（平成25年） | 419          |
| 2014年（平成26年） | 398          |
| 2015年（平成27年） | 415          |
| 2016年（平成28年） | 370          |
| 2017年（平成29年） | 366          |
| 2018年（平成30年） | 357          |
| 2019年（令和元年） | 362          |
| 2020年（令和 2年） | 261          |
| 2021年（令和 3年） | 294          |
| 2022年（令和 4年） | 312          |

## 駅周辺
駅裏には急な坂が迫り、駅前から裏側には歩道橋が連絡する。旧市街地が広がり、神社仏閣も多数建つ。
- 瀧谷寺
- 坂井市龍翔博物館
- みくに文化未来館
- 坂井市立三国北小学校
- 福井県立三国高等学校
- 三国郵便局
- 三国図書館

### バス路線

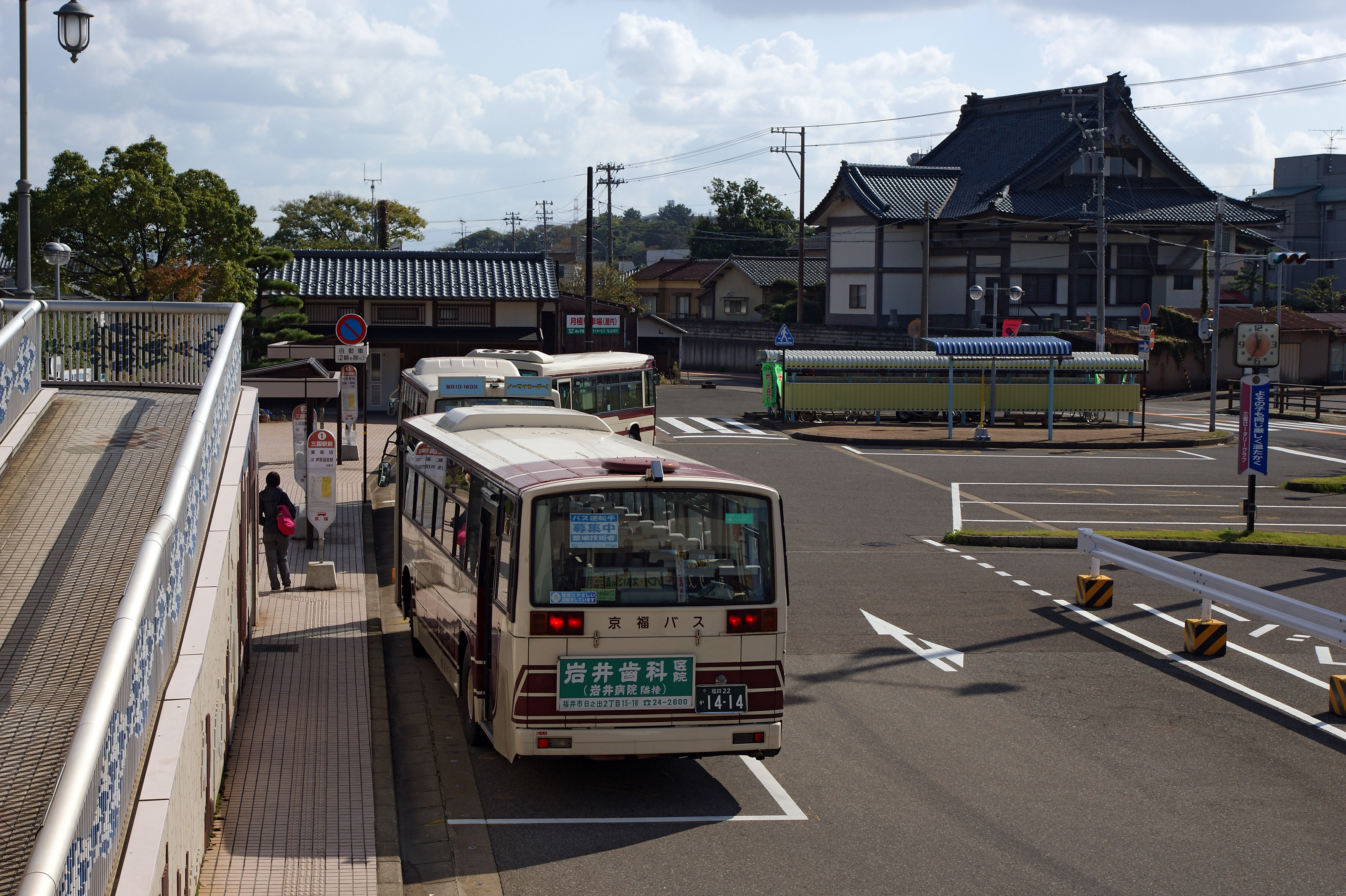
バスロータリー

ロータリー内。駅舎に近い順に1番から3番となっている。
高速バス 三国駅停留所
- 名古屋 - 福井線 - 名古屋駅（新幹線口）・名鉄バスセンター行き（JR東海バス） ※土曜・休日・特定日運行

京福バス 三国駅停留所
| 番号 | 路線            | 行先                                                                           |
| ---- | --------------- | ------------------------------------------------------------------------------ |
| 1    | 84・96 東尋坊線 | 芦原温泉駅（あわら市）                                                         |
| 1    | 91 金津・本荘線 | 芦原温泉駅（あわら市） 平日1往復を除きケイカン交通が運行（タクシー車両使用）。 |
| 2    | 48 丸岡・三国線 | 霞の郷（坂井市丸岡町） ※休日・年末年始運休                                     |
| 2    | 85・97 東尋坊線 | 龍翔博物館前                                                                   |
| 3    | 16 川西・三国線 | 福井駅（福井市） ※休日運休                                                     |
| 3    | 80 鶉三国線     | 福井総合病院（福井市） ※休日運休                                               |
| 3    | 98 海岸線       | 和布（福井市）※土曜・休日運休                                                  |

## 隣の駅
えちぜん鉄道
■三国芦原線
□快速（上りのみ）・■普通
三国神社駅 (E42) - 三国駅 (E43) - 三国港駅 (E44)

### かつて存在した路線
京福電気鉄道
三国芦原線（旧線）
電車三国駅 - 宿駅
日本国有鉄道
三国線
芦原駅 - 三国駅 - 三国港駅
- 三国駅 - 三国港駅間は現在の三国芦原線の一部として事実上存続している。